# Verscio
Verscio is een plaats en voormalige gemeente in het Zwitserse kanton Ticino, en maakt deel uit van het district Locarno.
Verscio telt 995 inwoners. In 2013 is de gemeente gefuseerd met de andere gemeenten Cavigliano en Tegna en hebben de nieuwe gemeente Terre di Pedemonte gevormd.